# Duden
A Duden (német kiejtése: [ˈduːdn̩]) a standard felsőnémet szótára, amelyet először Konrad Duden adott ki 1880-ban, majd a Bibliographisches Institut GmbH. A Duden rendszeresen frissül, és négy-öt évente új kiadások jelennek meg. 2020 decemberében pl. a 28. kiadás. Tizenkét kötetben nyomtatják, amelyek mindegyike a német nyelv különböző aspektusait fedi le, például kölcsönszavakat, etimológiát, kiejtést, szinonimákat stb.
E kötetek közül az első, Die deutsche Rechtschreibung (A német helyesírás), régóta a szabványos felsőnémet helyesírás előíró forrása. A Duden a sztenderd felsőnémet nyelv kiemelkedő nyelvi forrásává vált, amely meghatározza a nyelvtani, helyesírási és szabványos felsőnémet nyelvhasználatra vonatkozó aktuális szabályokat.

## Története

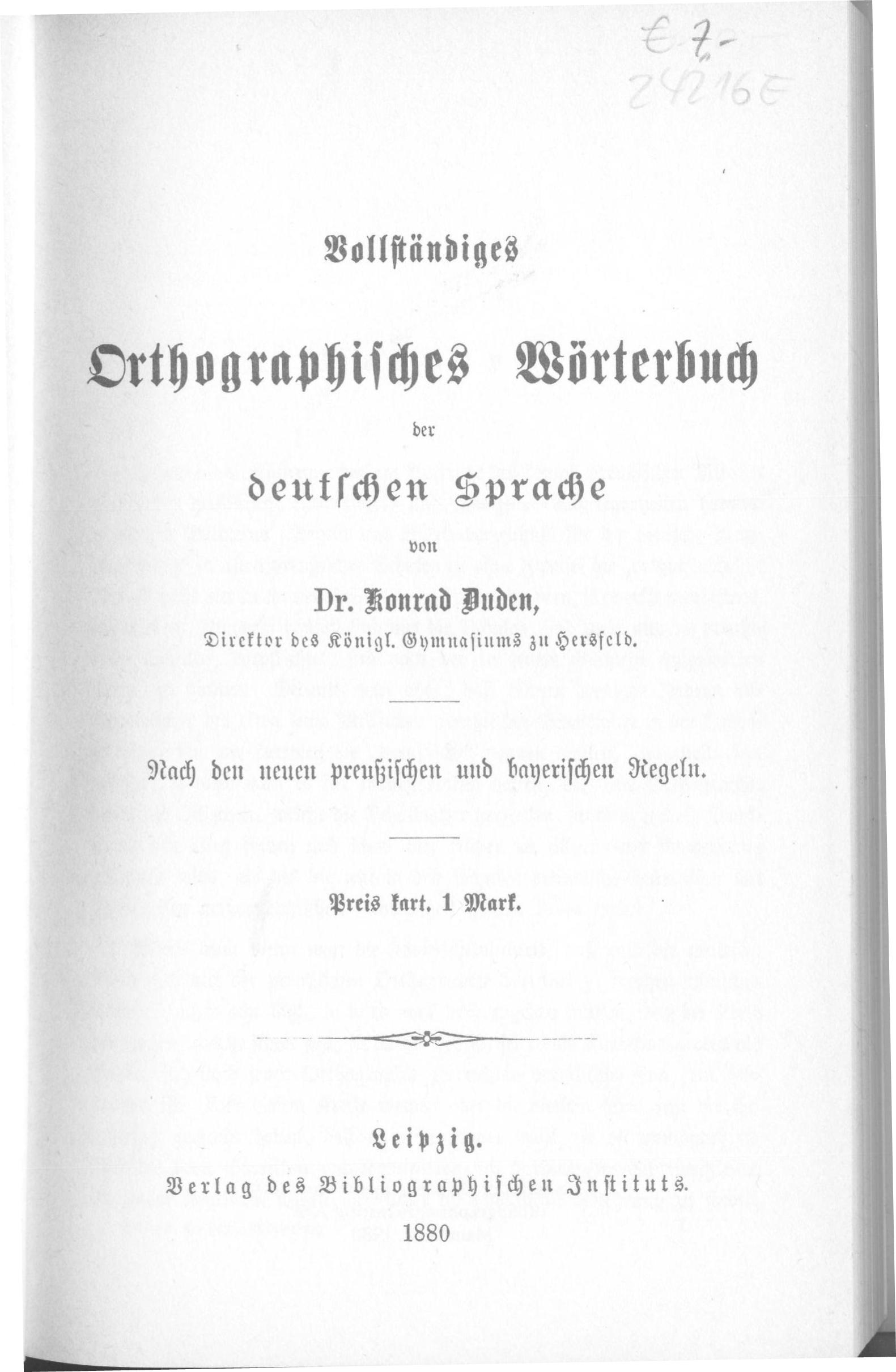
', első kiadás: (1880)

### Konrad Duden: Schleizer Duden (1872) és Urduden (1880)
1872-ben Konrad Duden gimnáziumigazgató Die deutsche Orthoschrift („német helyesírás”) című értekezését B. G. Teubner adta ki Lipcsében. Ez a könyv tartalmazott szótárt és helyesírási szabályzatot is, iskolai használatra. Gyakran Schleizer Duden néven ismerték – mivel a szerző akkor a schleizi (jelenleg Türingia) gimnázium igazgatója volt. A munka jelentősen befolyásolta a német helyesírásról szóló vitát, és a későbbi szótárak mintájává vált.
Nyolc évvel később, miután a hersfeldi gimnáziumba költözött igazgatónak, megjelent Konrad Duden fő műve, a Schleizer Duden jelentősen kibővített formában. Első kiadása, a Vollständiges Orthographisches Wörterbuch der deutschen Sprache (A német nyelv teljes helyesírási szótára), amelyet később a kiadó néha Urduden (Ős Duden) néven emlegetett, Lipcsében jelent meg, és ez volt az első teljes német nagyszótár. 28 000 kulcsszót gyűjtöttek össze benne 187 oldalon, és ezt követően általános referenciamunkaként terjedt el az egész Német Birodalomban. 1892-től Svájcban is kötelezővé vált az írásmódja.

### 1901-től 1996-ig
1902-ben a Bundesrat megerősítette, hogy a Duden a német helyesírás hivatalos szabványa; Ausztria-Magyarország és Svájc hamarosan követte a példáját. A következő évtizedekben továbbra is a Duden volt a német helyesírás de facto szabványa. A második világháború után ez a hagyomány külön-külön folytatódott Kelet- és Nyugat-Németországban, Lipcsében és Mannheimben.
Nyugat-Németországban egyes kiadók az 1950-es években támadni kezdték a Duden „ monopóliumot”, és olyan szótárakat adtak ki, amelyek alternatív írásmódokat tartalmaztak. Erre reagálva 1955 novemberében a szövetséges német államok kulturális miniszterei megerősítették, hogy továbbra is a Duden írásmódja a hivatalos szabvány.

### A keletnémet Duden (Lipcse)

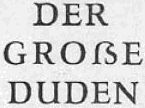
A Der Große Duden, VEB Bibliographisches Institut, Leipzig (1957)

A második világháború utáni első keletnémet Duden 1951-ben jelent meg Lipcsében, de Nyugat-Németország nagyrészt illegitimként figyelmen kívül hagyta. Az első nyugatnémet Duden ezután Mannheimben 1954-ben jelent meg, amely a hagyományos Duden-nyomdaváros, Lipcse nyugati megfelelője. 
A nyomtatás mind Mannheimben, mind Lipcsében a berlini fal leomlásáig, 1989-ig folytatódott. Az ebben az időszakban nyomtatott Duden két változata közötti különbségek a címszavak  (Stichwörter) számában jelennek meg. A háború utáni mindkét Dudenben a címszavak száma nagyjából ugyanakkora volt.
Ahogy a nyomtatott verziók közötti szakadás folytatódott, a keletnémet Duden lassan elkezdte csökkenteni a címszavak számát. kötetében, míg a Mannheimben nyomtatott nyugatnémet Duden azok számát növelte. A két Duden közötti fő különbségek a lexikális szócikkekben láthatók.
A keletnémet Duden különféle orosz kölcsönszavakat tartalmazott, különösen a politika területén, mint például a Politbüro és Sozialdemokratismus. Szintén újdonság volt a keletnémet Duden számára a szovjet mezőgazdasági és ipari szervezetből és gyakorlatból származó szavak. Megjegyzendő, hogy a keletnémet Dudenben néhány szemantikai változást is feljegyeztek, amelyek az oroszokkal való kapcsolatból alakultak ki.

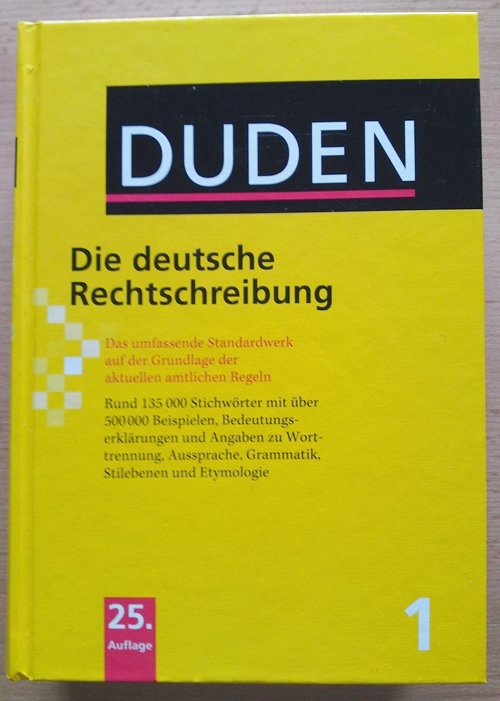
' 25. kiadás, 1. kötet

A keletnémet Duden az -ist utótag hozzáadásával rögzíti a német szavak főnevesítését, az orosz nyelv utótagjából kölcsönzött.
Ezenkívül további szavakat rögzítettek az un- előtaggal tagadott határozó- és melléknevek számának növekedése miatt. , mint például az unernst (nem komoly) és unkonkret (nem konkrét, irreális). A keletnémet Dudenben feljegyzett néhány lexikai és szemantikai elem a Der große Dudenből vándorolt át, mert a lipcsei nyomda nem adta ki a többkötetes Dudent, amely mára standard lett.

### Duden-reform
A Duden, 25. kiadás, 1. kötet borítóján ezek a szavak piros betűkkel vannak nyomtatva: Das umfassende Standardwerk auf der Grundlage der aktuellen amtlichen Regeln (Az átfogó szabványos hivatkozás) a jelenlegi hivatalos szabályokon alapul.
A mai német helyesírás az 1996-os német helyesírási reform eredménye.

## Kötetei
1. Die deutsche Rechtschreibung – A német helyesírás (helyesírási szótár)
2. Das Stilwörterbuch – Stílusszótár
3. Das Bildwörterbuch – Képes szótár
4. Die Grammatik – Nyelvtan
5. Das Fremdwörterbuch – Idegen szavak szótára
6. Das Aussprachewörterbuch – Kiejtési szótár
7. Das Herkunftswörterbuch – Etimológiai szótár
8. Das Synonymwörterbuch – Szinonimaszótár (Tezaurusz)
9. Richtiges und gutes Deutsch - A helyes és jó német nyelv (használati útmutató)
10. Das Bedeutungswörterbuch – Jelentésszótár (definíciók)
11. Redewendungen – Dialektusok
12. Zitate und Aussprüche – Szólások és közmondások

## Fordítás
- Ez a szócikk részben vagy egészben  a   Duden című angol Wikipédia-szócikk ezen változatának fordításán alapul.  Az eredeti cikk szerkesztőit annak laptörténete sorolja fel. Ez a jelzés csupán a megfogalmazás eredetét és a szerzői jogokat jelzi, nem szolgál a cikkben szereplő információk forrásmegjelöléseként.